# بنت النور (أغنية)
بنت النور هي أغنية لمحمد عبده من كلمات فيصل بن تركي وألحان ناصر الصالح.

## كلمات
أنا عيوني على سورك يا بنت النور
يا عطر الليل وهمس الليل
أنا فيني الأماني سيل
أبي تعذرين إحساسي إذا قصرت
وابي تعذرين لو قصرت في حقك
أو قصر كلامي وما وصفك شعور
يا بنت النور يا عقد من الوله منثور
يا دانة بعين بحارك ترى الإحساس ربانك
وأنا ربان هالمركب وأفني رحلتي عندك وحطيت الأمل عندك
بس الموج ما يساعد ولا الأقدار بتساعد
ولا الخطوة قربت مني ولا هدت
أحس انها قريبة ويمك تباعد
يا بنت النور يا عقد من الوله منثور

أنا لك يا بريق الماس .. أنا الألماس

وأنت لمعة الماسة وحساسة

وقلبك موطن الأزهار وأنا اللي يعشق الأزهار

وغيري يقطف إحساسه

ولكن ما يهم اللي تولع في غرام الورد
إلا ما نسيته وردة سقاها بلهفة أنفاسه
أنا يا وردة العشاق ونار الحب والأشواق
أنا أول من عرف قلبك
وأول من سمع نبضك
وأول شخص لك اشتاق
يا بنت النور يا عقد من الوله منثور